# Santa Maria de Vilamòs
Santa Maria de Vilamòs és una església del municipi de Vilamòs (Vall d'Aran) inclosa en l'Inventari del Patrimoni Arquitectònic de Catalunya.

## Descripció
L'església parroquial de santa Maria és un dels temples romànics més antics de la Vall i alguns dels seus elements són anteriors al segle xi. La planta és basilical, de tres naus separades per pilars circulars que sostenen arcs formers de mig punt, sobre els quals recolzen les voltes, de canó, la central i de quart de cercle, les laterals. El presbiteri és cobert per tres trams de volta d'aresta i els absis romànics foren substituïts en època incerta per una prolongació de la nau. La paret Nord deixa entreveure una maçoneria de carreus treballats i concentrats (originàriament romànica); per la part superior del mur s'observa que es va realçar el mur uns 50-60 cm. Continuant per la paret del nord i just on es veu la partició entre la nau i la nova capella, hi a una obertura tapiada. Damunt la cobertura té una espadanya. A l'extrem sud-est de l'església, el que és la part inferior de l'absis que dona a Sud, s'aprecien restes del que podria haver estat l'absis romànic original. El mur sud conserva la maçoneria de pedra concertada originàriament romànica (com la cara nord) així com una finestra d'arc de mig punt en pedra tosca també romànica que ara roman paredada; l'acompanyen dues finestres d'estil renaixement i barroc. A sobre d'una d'elles hi ha una làpida encastada mostrant una creu grega patent. També en aquest mur s'endevina la que deuria ser la portalada original en arc de mig punt actualment paredada. La capçalera de l'església conserva part de la seva forma originària; posteriorment va ser realçada notablement tal com testimonia un òcul de la paret oest (segle XVII; any 1664). La primitiva porta romànica del mur de migdia fou cegada i el segle xvii (1664) s'obrí la del mur de ponent, que fou reformada el 1816.
A l'exterior del temple, al mur de migdia, entre l'antic portal i el campanar, hi ha encastats tres fragments d'esteles funeràries tardoromanes, una d'elles de marbre blanc, amb busts humans. N'hi ha dues més encastades en els angles del darrer pis del campanar. A l'interior guarda una pica beneitera de marbre.
El campanar, d'estil romànic, és adossat al mur de migdia. Exempt i de planta quadrada, de tres pisos i finestres de mig punt: dobles en les tres darreres plantes, d'una obertura en la segona planta i en espitllera a la primera. A la planta baixa s'observen arcuacions llombardes com a únic element de decoració. És cobert amb volta de pedra i comunica amb l'església a través d'una porta coronada amb dos arcs de mig punt en degradació, preromànica (segle X-XI) Aquesta porta és l'únic accés al campanar, que s'obre des de dins de l'església per la banda interior del mur de migdia i que, segons Sarrate Forga, el seu estil artístic s'ajusta als cànons establerts per a les portes preromàniques dels segles x i xi. Per la part que dona a l'església la porta presenta un arc de mig punt, rústicament adocellat; per altra banda, la del campanar es presenta en forma d'arc de descàrrega. Hi ha una làpida romana encastada.
Conservem també una pica beneitera just a l'entrada de l'església. És una pica d'estil romànic que consta de cubeta, peu i base. La cubeta presenta tres nivells de decroació; en el superior hi ha esculpits en baix relleu, alguns motius geomètrics (dembla com si fòssin ferradures decantades); al mig hi ha esculpit un bordó en baix relleu que volteja tot el perímetre de la pica, en l'inferior trobem símbols alternats de rosetes i flors de Lis. Pel que fa al peu, és de forma cilíndrica i es presenta decorat en tota la seva superfície per puntes de diamant. La pica acaba amb una base àtica decorada amb un bordó. Alguns autors defensen que tant el peu com la base són de proedència romana.
Esteles
Angle sud-oest del campanar:Fragment d'estela situada a la cantonada sud-oest del campanar, d'uns 40 x 24 x 20 cm. Deuria representar tres figures ubicades sota sengles arcs, de les quals actualment només en roman una. Està encastada en posició horitzontal a la cantonada sud-oest del campanar.
Façana de migdia: Bloc de marbre de color fosc on hi ha representada en relleu la figura d'un home de cos sencer, nu, sota una arcada lleugerament de mig punt. La peça és tosca, sense gaire detall. El braç dret està recolzat sobre una columna i l'esquerre està alçat enlaire. La peça sembla completa.
Façana de migdia: Estela de marbre blanc amb una banda que emmarca a composició. La representació està dividida en dues parts de decoració força diferenciada. A la part superior hi ha representades tres figures humanes que semblen correspondre a una família (mare, pare, fill). A les cares es poden observar trets facials i el relleu del pentinat. Els vestits es representen amb diverses línies que imiten els plecs de la roba. La part inferior està decorada amb motius geomètrics, un cercle central i diversos semicercles al voltant.
Façana de migdia: Estela de marbre blanc amb la representació als dos terços superiors de tres bustos de factura molt esquemàtica i poc acurada, amb els trets facials esbossats i el cos llis. Estan col·locats cada un sota una arcada de mig punt. A la part inferior de la peça, on la superfície és coberta de traços incisos, s'observa un cercle envoltat de sis semicercles:
Angle sud-est del campanar: Fragment d'estela situada a uns 16 m del terra. Hi ha representats dos bustos amb grafismes a la part superior. El bust de l'esquerra és sencer mentre que el de la dreta és trencat. Els cossos són llisos i les cares estan traçades de manera esquemàtica. A la base hi ha una banda de semicercles i una roda incompleta. El bloc està encastat de forma apaïsada, reutilitzat com a carreu del parament de la torre.

## Història
Vilamós és de fundació molt antiga i, segons tradició, el nom li fou donat per ser la primera vila que s'aixeca a la Vall. El primitiu emplaçament era al lloc on avui hi ha edificada la capella de Sant Miquel, a uns 10 minuts a l'est i fou arrabassada la població per un aiguat. Aquesta petita capella, romànica, fou, segons tradició, l'antiga parròquia de la vila i la primera de la Vall. Aquesta vila havia estat cap de terçó i residència del lloctinent del batlle de Bossost i de dos cònsols.
L'església havia estat establiment Templer. La primitiva construcció era del segle xii i fou reformada al segle xvi.